# 张晓东 (1965年)
张晓东（1965年2月—），男，汉族，祖籍台湾高雄，出生和成长于武汉，中华人民共和国政治人物、第十二届全国人民代表大会台湾省代表。

## 生平
毕业于武汉大学生物化学专业。1988年10月至1991年7月，担任武汉大学助教、讲师；之后担任武汉当代科技产业集团股份有限公司副总裁、总裁、常务董事。1996年获武汉市优秀企业家。2003年1月，担任湖北省台联理事、武汉市台联副会长、市海外联谊会副秘书长。2013年，担任全国人大代表。2016年9月，当选武汉市台联第九届理事会副会长。2018年2月24日，当选为第十三届全国人大代表。